# Nobody’s Fool (песня Cinderella)
«Nobody’s Fool» — песня американской глэм-метал-группы Cinderella, впервые выпущенная в 1986 ведущим синглом с дебютного альбома Night Songs. В 1987 году песне удалось добраться до 13-го места в музыкальном чарте Billboard Hot 100, и занять 25-е место в чарте Hot Mainstream Rock Tracks.

## Создание
Написавший песню Том Кейфер назвал «Nobody’s Fool» песней об опыте угасания любви. Музыкант добавлял: «И я бы сказал, что это не было написано для какого-то конкретного человека. Я проходил через это несколько раз, прежде чем написать эту песню. Во многих случаях эмоции от песен накапливаются. Это не какой-то один конкретный опыт, а кульминация многих».

## Видеоклип
Видеоклип на песню начинается с того места, где закончилось видео предыдущего сингла группы «Shake Me». Продолжается история похожей на Золушку девушки, которая сопровождает группу, и которую преследуют её злые сёстры. Во время исполнения группой песни героиня несколько раз смотрит на часы, стрелки которых приближаются к полуночи, и убегает с выступления. В полночь её откровенный рокерский наряд меняется на простое платье. Позже девушка снова встречается с группой как фанатка, берущая автограф. Видео заканчивается крупным планом на лице Тома Кейфера, который, кажется, узнаёт девушку.

## Чарты
| Чарт (1986–1987)                | Высшая строчка |
| ------------------------------- | -------------- |
| США (Billboard Hot 100)         | 13             |
| США (Billboard Mainstream Rock) | 25             |